# 한스 크리스티안 안데르센 상
안데르센상(국제 안데르센 상, 한스 크리스티안 안데르센 상, Hans Christian Andersen Awards)은 국제아동청소년도서협의회(IBBY)에서 '아동문학에 지속적으로 기여한' 아동문학가 1명과 삽화가 1명을 2년마다 선정하여 수여하는 세계적인 상으로, 아동문학 분야에서 가장 국제적인 권위를 지닌 상이다. 한 작품이 아니라 전 생애에 걸친 업적을 다루며, 생존 작가에게 시상한다. 글 분야는 1956년부터, 그림 분야는 1966년부터 시상하기 시작했다. 아동문학 계의 노벨상이란 별칭으로도 불린다.
명칭은 19세기 덴마크의 작가 한스 크리스티안 안데르센의 이름에서 따왔다. 수상자는 안데르센 흉상이 새겨진 금메달과 증서를 2년마다 열리는 IBBY Congress에서 받는다. 덴마크 국왕과  남이섬 주식회사가 공식 후원을 맡고 있다.
IBBY의 각국 지부에서 후보자를 추천하며, 아동문학 전문가로 구성된 국제 심사위원들이 최종 후보(shortlist)를 각 분야 5명씩 선정하여 1월에 발표한다. 수상자는 매년 3월 말이나 4월 초에 열리는 볼로냐아동도서전 보관됨 2019-04-11 - 웨이백 머신 현장에서 발표한다.
대한민국에서는 이수지 작가가 2022년 처음으로 삽화가 부문을 수상하였다.

## 같이 보기
- 아스트리드 린드그렌 기념상